# Курочка мала
Курочка мала (Paragallinula angulata) — вид журавлеподібних птахів родини пастушкових (Rallidae). Мешкає в Африці на південь від Сахари. Раніше цей вид відносили до роду Курочка (Gallinula), однак за результатами молекулярно-філогенетичного дослідження 2014 року малу курочку перевели до новоствореного монотипового роду Paragallinula

## Опис

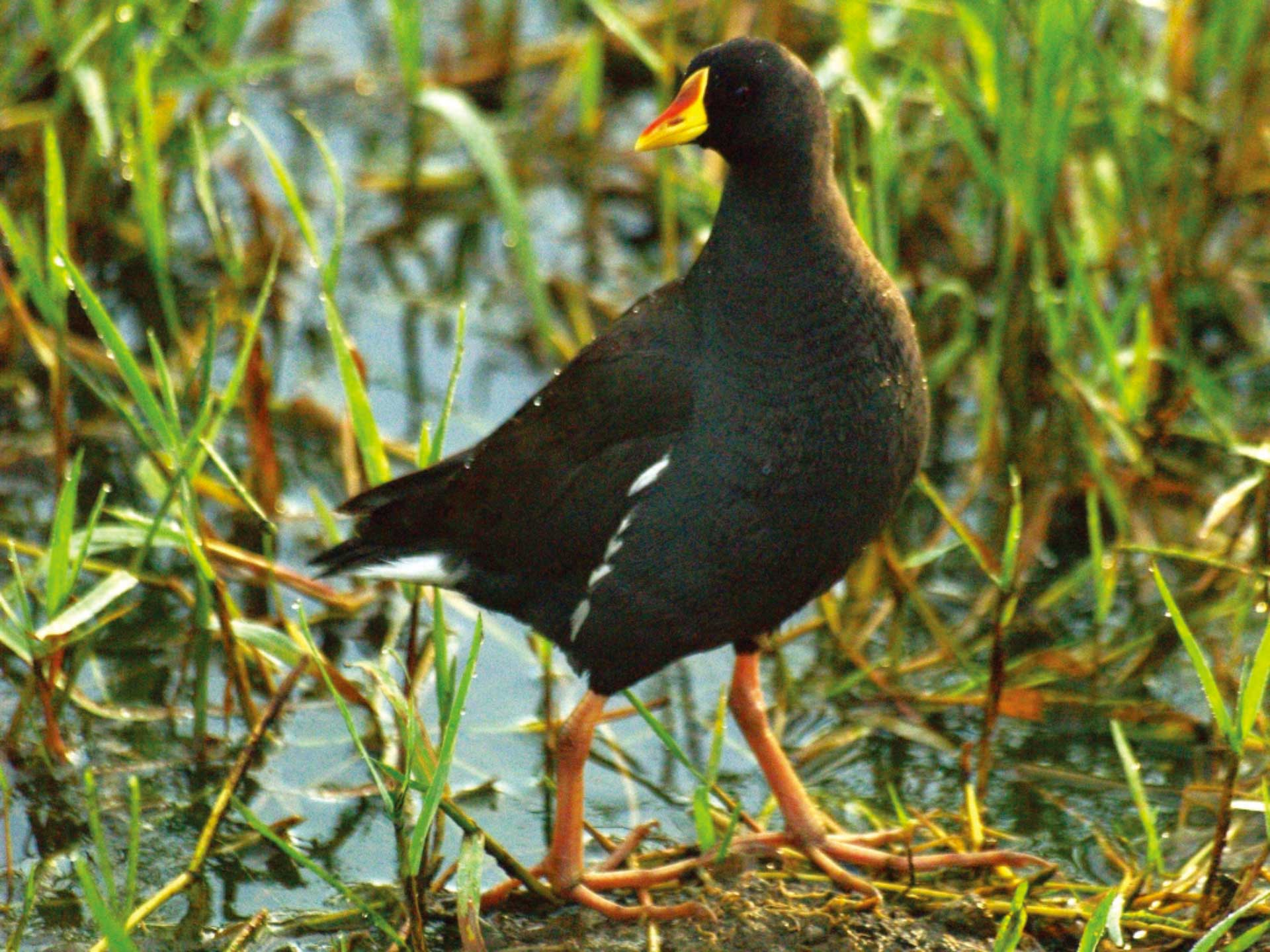
Мала курочка

Довжина птаха становить 22—23 см, вага 100—150 г. Забарвлення переважно темно-сіре, крила більш темні. Дзьоб жовтий, верхня частина дзьоба й лоб червоні. Лапи жовтувато-зелені. Самиці мають дещо біліше, більш коричнювате забарвлення. Обличчя в них переважно світло-сіре, чорне лише біля основи дзьоба. Горло сріблясте, нижня частина тіла блідіша, ніж у самців.

## Поширення і екологія
Малі курочки поширені від Південної Мавританії і Сенегалу на схід до Південного Судану і Ефіопії і на південь до Північної Намібії і північного сходу ПАР. Вони живуть на постійних і сезонних водно-болотних угіддях, зокрема в папірусових і очеретяних заростях на берегах водойм, на болотах, порослих комишами, на ставках, порослих водною рослинністю, на заплавних луках, у заростях на берегах річок, озер і ставків, на рисових полях тощо. Зустрічаються на висоті до 2000 м над рівнем моря. Порівняно з водяними курочками, віддають перевагу більш густим заростям. Ведуть кочовий спосіб життя, хоча деякі популяції можуть мешкати на одному місці впродовж року.
Малі курочки живляться комахами, зокрема жуками, молюсками, а також насінням і квітками водних рослин. Вони моногамні птахи, їхні гнізда являють собою неглибоку чашу, зроблену з трави або очерету, вони розміщуються на поверхні води або на висоті до 5 см над нею (глибина водойми в цьому місці становить 20—100 см), іноді також у заростях очерету на висоті до 1,5 м над водою.